# Darwin Davis
Darwin "Dee" Davis (Bloomington, Indiana, 10 de marzo de 1993) es un jugador de baloncesto estadounidense que pertenece a la plantilla del UMF Þór Þorlákshöfn de la Úrvalsdeild karla, la primera categoría del baloncesto islandés. Con 1,83 metros de estatura, juega en la posición de base.

## Trayectoria deportiva
Jugó durante cuatro temporadas con los Xavier Musketeers. Tras no ser elegido en el Draft de la NBA de 2016, en junio fichó por el Rogaška Crystal de Eslovenia, con el que debutó como profesional en la temporada 2016-17.
En julio de 2017 fichó por el equipo alemán del Gießen 46ers.